# Brachysetodes spinosus
Brachysetodes spinosus är en nattsländeart som beskrevs av Schmid 1958. Brachysetodes spinosus ingår i släktet Brachysetodes och familjen långhornssländor. Inga underarter finns listade i Catalogue of Life.